# Desarme y control de armamento
Desarme y control de armamento es un término que describe el proceso gradual de eliminación y/o limitación de la producción, distribución, almacenamiento, transferencia y uso del armamento.
Ambos términos (tanto desarme como control de armamento) forman parte de un mismo concepto lingüístico, que describe el método que la Comunidad Internacional lleva a cabo en su esfuerzo por controlar y disminuir los armamentos desde finales del siglo XIX. A su vez, este término suele entenderse como una referencia directa a los esfuerzos internacionales por la paz y la seguridad, respectivamente. Las Conferencias de La Haya de 1899 y 1907 son el antecedente más remoto del desarme y el control de armamento dado a escala multilateral. La denominada Iniciativa Mérida, iniciativa entre los países de México y Estados Unidos, es un ejemplo de un acuerdo bilateral que prevé la desarticulación y desarme de grupos de delincuencia organizada.
Desarme hace referencia a los procesos de reducción o eliminación de armamento, ya sea en sentido genérico o sobre un tipo de armamento en concreto, por parte de uno o varios actores, grupos o estados. Por ello, este concepto suele ir acompañado de otros calificativos que ayudan a delimitar su alcance. Por ejemplo, puede hablarse de negociaciones, iniciativas o procesos de desarme de carácter unilateral, bilateral o multilateral. Asimismo, el objeto de desarme puede variar enormemente, abarcando desde el desarme general y completo o la total eliminación de cualquier tipo de armamento, hasta medidas precisas que estipulen la reducción de un tipo de arma en concreto, bien sea para unos actores determinados (por ejemplo, grupos armados rebeldes); en una zona, región o estado específico (como las denominadas zona libres de armas nucleares); e incluso por un período de tiempo limitado (como son las moratorias a la importación de armas pequeñas y ligeras). Sin embargo, el término desarme también puede hacer referencia a la reducción de la capacidad militar, ofensiva o defensiva, de las Fuerzas Armadas, y no solo a la reducción o eliminación de su armamento.

## Historia
Según David Carlton, los primeros esfuerzos por limitar armamentos a través de un acuerdo internacional se remontan a las conferencias celebradas en La Haya en 1899 y 1907, aunque ambas concluyeron sin grandes resultados. Más tarde, tras la Primera Guerra Mundial, la Sociedad de Naciones continuó las negociaciones considerando a más países y con la pretensión de incluir todas las categorías de armas, iniciativas que condujeron a la celebración en Ginebra de la Conferencia Mundial de Desarme en 1932. Sin embargo, unos años más tarde, y mientras aumentaban las tensiones entre las principales potencias mundiales, se continuaba sin acuerdos. Solo en el ámbito naval Estados Unidos, Gran Bretaña, Japón, Francia e Italia alcanzaron algunos acuerdos en relación con el tamaño máximo de sus flotas de guerra, hasta que Japón abandonó y reinició una carrera armamentÍstica.
Durante la primera mitad del siglo XX también se consideraban iniciativas de desarme aquellos acuerdos de limitación, congelación o incluso de aumento pactado de mutuo acuerdo de la capacidad militar de dos o más actores. Es a partir de la década de los años 60 que este tipo de actuaciones comenzarían a clasificarse como iniciativas para el «control de armas», ya que no harían referencia necesariamente a un potencial desarme total o parcial.
Desde la creación de Naciones Unidas, uno de sus objetivos fue la aspiración de trabajar por un desarme multilateral y la limitación de la carrera armamentística como elementos necesarios para el mantenimiento de la paz y la seguridad mundiales. Con estos fines, tras la primera Sesión Especial sobre Desarme de la Asamblea General de la ONU (1978), se estableció la Conferencia de Desarme como único foro de negociaciones para el desarme multilateral de la comunidad internacional. Desde entonces, la Asamblea General reclama «el desarme general y completo» como objetivo final. No obstante, en la práctica, resulta necesario establecer objetivos de desarme mucho más factibles, acotados y específicos. 
Entre los esfuerzos de desarme más importantes llevados a cabo en el seno de Naciones Unidas se encuentran los tratados de desarme multilateral, algunos de gran alcance a escala global como el Tratado de no proliferación nuclear (TNP) (entró en vigor en 1970), la Convención sobre armas biológicas (1975), la Convención sobre armas químicas (1997) o la Convención para la prohibición de las armas antipersonales (1999).

## Avances
Los mayores esfuerzos aparentes en el campo del desarme se han desarrollado en relación con las armas nucleares, con la intención principal de conseguir frenar la carrera armamentística en el ámbito nuclear, y el objetivo a largo plazo de la eliminación total de las armas nucleares, ya que la mera existencia de estas armas está reconocida como una de las mayores amenazas para la supervivencia de la humanidad. 
Ucrania ha sido uno de los países donde mayor éxito ha tenido el desarme.  En Nicolaiev, el 30 de octubre de 2001, ocho niños ucranianos demolieron el último silo de lanzacohetes nuclear SS-24.  Éste silo N.º 46 de Nicolaiev ha sido el último que le quedaba al Ministerio de Defensa de la Ucrania.
Asimismo, otros temas significativos en materia de desarme serían: un programa integral de desarme y transparencia en cuestión armamentística; la prevención de la carrera de armamentos en el espacio ultraterrestre; negociaciones internacionales efectivas para asegurar a los estados no armados nuclearmente contra el uso o riesgo de uso de esas armas; nuevos tipos de armamentos de destrucción masiva, así como nuevos sistemas de armas incluyendo las armas radiológicas.
En cuanto a iniciativas de desarme acotadas por zona geográfica son destacables las zonas libres de armas nucleares, así como aquellas llevadas a cabo en materia de armas pequeñas y ligeras, como en el caso de la moratoria aprobada en 1998 por los Estados miembro de la CEDEAO (Comunidad Económica de Estados del África Occidental, ECOWAS en inglés) a la importación, exportación y fabricación de armas ligeras, considerando el riesgo que estas suponían para la estabilidad, la paz y la seguridad de sus pueblos.

## Aspectos críticos
Entre los aspectos más críticos en asuntos de desarme cabría destacar, por un lado, los asociados a un sistema internacional regido sobremanera por la soberanía estatal: buena parte de los tratados y convenciones para la limitación, reducción, prohibición o eliminación de ciertos tipos de armas suelen ser de carácter voluntario (uno decide si ratificarlo o no), no suelen incluir mecanismos de seguimiento y control verdaderamente independientes (con poder real de verificación y libertad de actuación y movimientos) y, legalmente, su incumplimiento tampoco supone ningún tipo de penalización más allá del efecto político implícito (basta, por lo general, con que un estado niegue las acusaciones, dado que el Consejo de Seguridad de la ONU solo intervendrá en casos muy concretos).
Por otro lado, algunos procesos de desarme pueden acabar legitimando ciertas armas, disminuir el estigma asociado a algunas de ellas o contribuir a la renovación posterior del armamento, al centrarse en el armamento obsoleto, fomentando, en apariencia paradójicamente, la industria militar. Un ejemplo reciente está relacionado con la Convención para la prohibición de las municiones de racimo: determinadas municiones no resultaron afectadas por la definición aprobada y, en consecuencia, dejaron de llamarse así, reduciendo el estigma asociado y legitimando su uso. Además, cuando los acuerdos no llevan asociados mecanismos de supervisión efectivos, algunas armas prohibidas pueden, simplemente, desviarse al tráfico ilega l.
Por último, cabe mencionar que los asuntos de desarme están enormemente condicionados por un paradigma de la seguridad cuyo objeto es la protección del estado y sus intereses por medios militares, estrechamente ligado a un gasto militar desmesurado y a unas exportaciones de armas enormemente lucrativas. Como también sucede en otros aspectos de las relaciones internacionales, no todos los estados cuentan lo mismo, y los estados más poderosos intentan que los acuerdos internacionales estén en consonancia con sus propios intereses comerciales y de influencia. Sin embargo, el desarme en los términos más amplios posibles es una de las condiciones necesarias para alcanzar una verdadera seguridad humana.

## Clasificación
Los esfuerzos en pro del desarme y el control de armamento se clasifican según el tipo de armamento:
- Armas de Destrucción Masiva (ADM)
  - Nuclear
  - Químico
  - Biológico

- Armas Convencionales
  - Armas Pequeñas y Ligeras
    - Minas
    - Bombas de racimo

  - Municiones
  - Artillería
  - Transportes Armados

## Armas de destrucción masiva

### Desarme nuclear
En materia de desarme nuclear, pueden citarse los siguientes instrumentos internacionales:
- Partial Test Ban Treaty, firmada y entró en vigor en 1963
- Tratado del espacio exterior,  entró en vigor en 1967
- Tratado de No Proliferación Nuclear, firmada en 1968, entró en vigor en 1970
- Seabed Arms Control Treaty, firmada en 1971, entró en vigor en 1972
- Strategic Arms Limitation Treaty (SALT I), firmada y ratificada en 1972, en vigor entre 1972-1977
- Tratado sobre Misiles Antibalísticos, firmada y entró en vigor en 1972, terminó tras la retirada de EE. UU. en 2002
- Convención sobre armas biológicas, firmada en 1972, entró en vigor en 1975
- Threshold Test Ban Treaty, firmada en 1974, entró en vigor en 1990
- SALT II firmada en 1979, nunca entró en vigor en
- Environmental Modification Convention, firmada en 1977, entró en vigor en 1978
- Convenio sobre Ciertas Armas Convencionales, firmada en 1980, entró en vigor en 1983
- Moon Treaty, firmada en 1979, entró en vigor en 1984[7]
- Tratado de Armas nucleares de rango intermedio, firmada en 1987, entró en vigor en 1988
- Tratado de las Fuerzas Armadas Convencionales en Europa, (Tratado CFE) firmada en 1990, entró en vigor en 1992[8]
- Tratado de Reducción de Armas Estratégicas (START I), firmada en 1991, entró en vigor en 1994, expiró en 2009[9]
- Convención sobre Armas Químicas, firmado en 1993, entró en vigor en 1997
- START II, firmada en 1993, ratificada en 1996 (EE. UU.)  y en 2000 (Rusia), terminada la retirada de Rusia después de 2002
- Convención sobre la prohibición de minas antipersonales : Tratado de Ottawa sobre minas terrestres antipersonales, firmada en 1997, entró en vigor en 1999[10]
- Tratado de Cielos Abiertos, firmado en 1992, entró en vigor en 2002
- Strategic Offensive Reductions Treaty (SORT), firmado en 2002, entró en vigor en 2003, expiró en 2012
- Normas acerca de las municiones de racimo, firmado en 2008, entró en vigor en 2010

### Tratados de libre presencia de armas nucleares
- Tratado de Tlatelolco (Latinoamérica , Caribe), firmado en 1967, entró en vigor en 1972
- Treaty of Rarotonga (Pacífico Sur), firmada en 1985, entró en vigor en 1986
- Treaty of Bangkok (Sudeste de Asia), firmada en 1995, entró en vigor en 1997
- Treaty of Pelindaba (África), firmada en 1996, entró en vigor en 2009
- Treaty of Semipalatinsk (Central Asia), firmada en 2006, entró en vigor en 2008

Otros tratados también prevén la creación de NWFZ, además de otros objetives. Son los siguientes:
- Tratado Antártico, firmada en 1959, entró en vigor en 1961
- Tratado del espacio exterior, firmada y entró en vigor en 1967
- Seabed Arms Control Treaty, firmada en 1971, entró en vigor en 1972